# 北茅ケ崎駅
北茅ケ崎駅（きたちがさきえき）は、神奈川県茅ヶ崎市茅ヶ崎三丁目にある、東日本旅客鉄道（JR東日本）相模線の駅である。
所在地は「茅ヶ崎」市だが、駅名は北「茅ケ崎」である。

## 歴史
- 1940年（昭和15年）2月1日：相模鉄道の日東駅（にっとうえき）として開業[1]。当初は日東製鉱の工場関係者しか乗降ができなかった。
- 1944年（昭和19年）6月1日：国有化により運輸通信省（後の日本国有鉄道）相模線の駅となる。同時に北茅ケ崎駅に改称[1]。
- 1986年（昭和61年）11月1日：貨物取扱が廃止[1]。
- 1987年（昭和62年）4月1日：国鉄分割民営化により、JR東日本の駅となる[1]。
- 1997年（平成9年）2月24日：自動改札機を設置し、供用開始[4]。
- 2000年（平成12年）12月：みどりの窓口営業開始。
- 2001年（平成13年）11月18日：ICカード「Suica」供用開始。
- 2007年（平成19年）6月22日：みどりの窓口の営業を終了。

## 駅構造
島式ホーム1面2線を有する地上駅。駅舎は線路の西側にあり、ホームとは跨線橋で連絡している。
茅ケ崎駅管理の業務委託駅（JR東日本ステーションサービス委託）。自動券売機・自動改札機が設置されている。なお、2019年10月13日から一定期間、令和元年東日本台風による浸水で被害を受けた武蔵小杉駅に自動改札機を拠出していたため、その間は代わって簡易Suica改札機を設置していた。また、お客さまサポートコールシステムが導入されており、一部の日中時間帯を除いて、遠隔対応のため改札係員は不在となる。多機能券売機が設置されている。

### のりば
| 番線 | 路線    | 方向 | 行先                   |
| ---- | ------- | ---- | ---------------------- |
| 1    | ■相模線 | 下り | 厚木・海老名・橋本方面 |
| 2    | ■相模線 | 上り | 茅ケ崎方面             |

（出典：JR東日本:駅構内図）

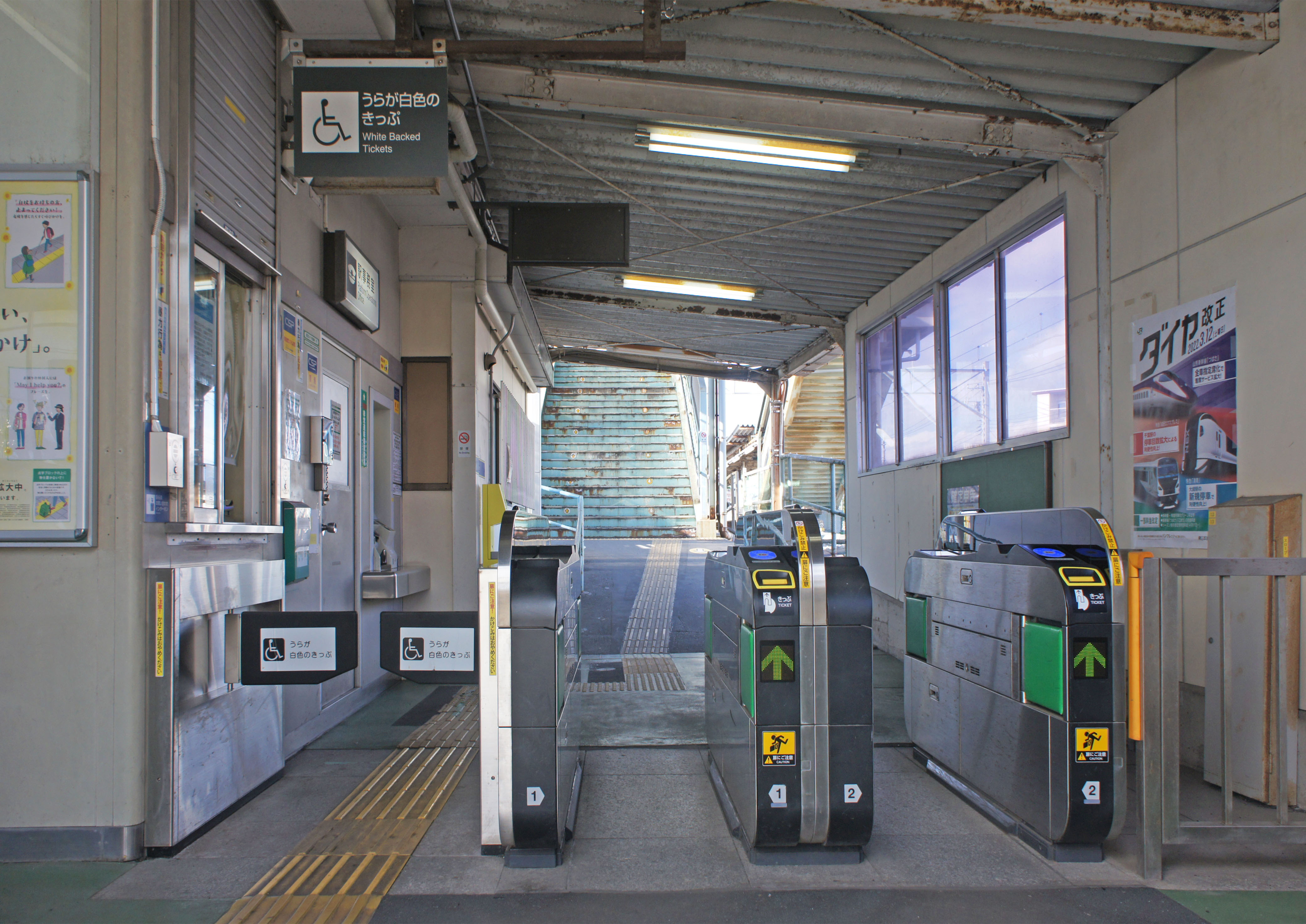
改札口（2022年2月）
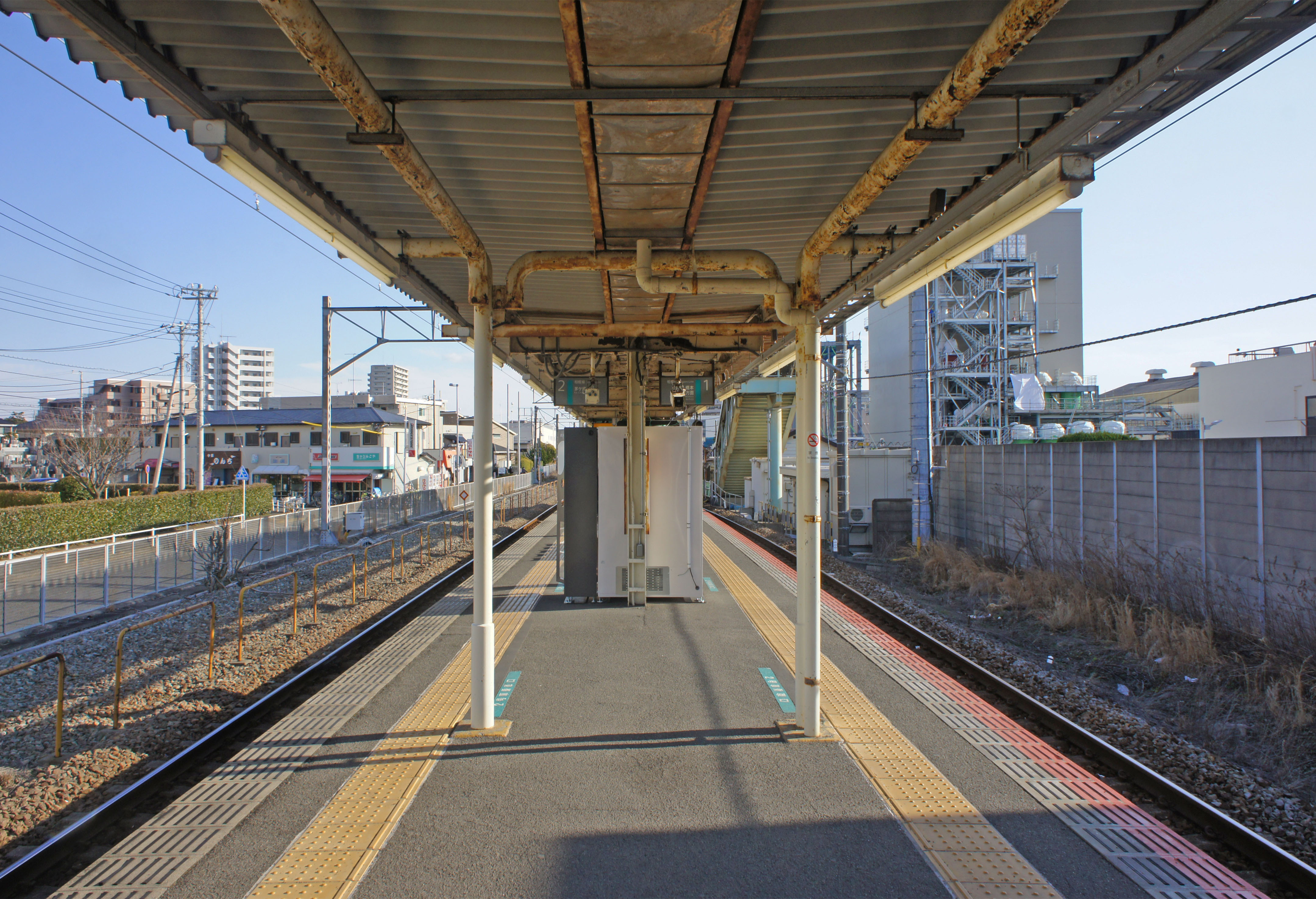
ホーム（2022年2月）

## 利用状況
2023年度（令和5年度）の1日平均乗車人員は2,817人である。
1995年度（平成7年度）以降の1日平均乗車人員は下表の通りである。
| 年度               | 1日平均 乗車人員 |
| ------------------ | ---------------- |
| 1995年（平成07年） | 2,562            |
| 2000年（平成12年） | 2,504            |
| 2001年（平成13年） | 2,432            |
| 2002年（平成14年） | 2,387            |
| 2003年（平成15年） | 2,371            |
| 2004年（平成16年） | 2,469            |
| 2005年（平成17年） | 2,595            |
| 2006年（平成18年） | 2,727            |
| 2007年（平成19年） | 2,738            |
| 2008年（平成20年） | 2,709            |
| 2009年（平成21年） | 2,602            |
| 2010年（平成22年） | 2,601            |
| 2011年（平成23年） | 2,659            |
| 2012年（平成24年） | 2,736            |
| 2013年（平成25年） | 2,794            |
| 2014年（平成26年） | 2,731            |
| 2015年（平成27年） | 2,837            |
| 2016年（平成28年） | 2,854            |
| 2017年（平成29年） | 2,839            |
| 2018年（平成30年） | 2,855            |
| 2019年（令和元年） | 2,870            |
| 2020年（令和02年） | 2,250            |
| 2021年（令和03年） | 2,484            |
| 2022年（令和04年） | 2,691            |
| 2023年（令和05年） | 2,817            |

## 駅周辺

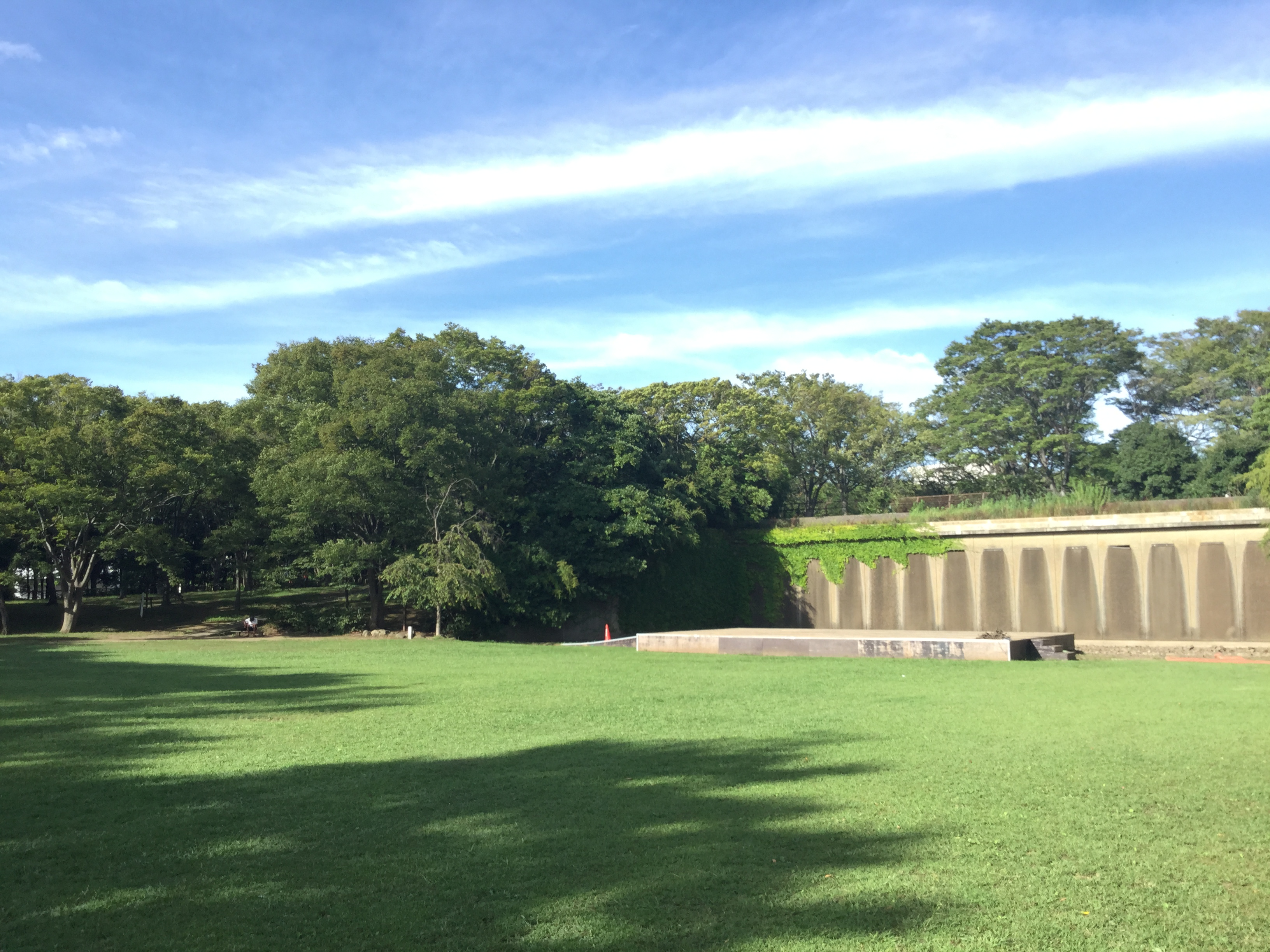
中央公園（茅ヶ崎市）

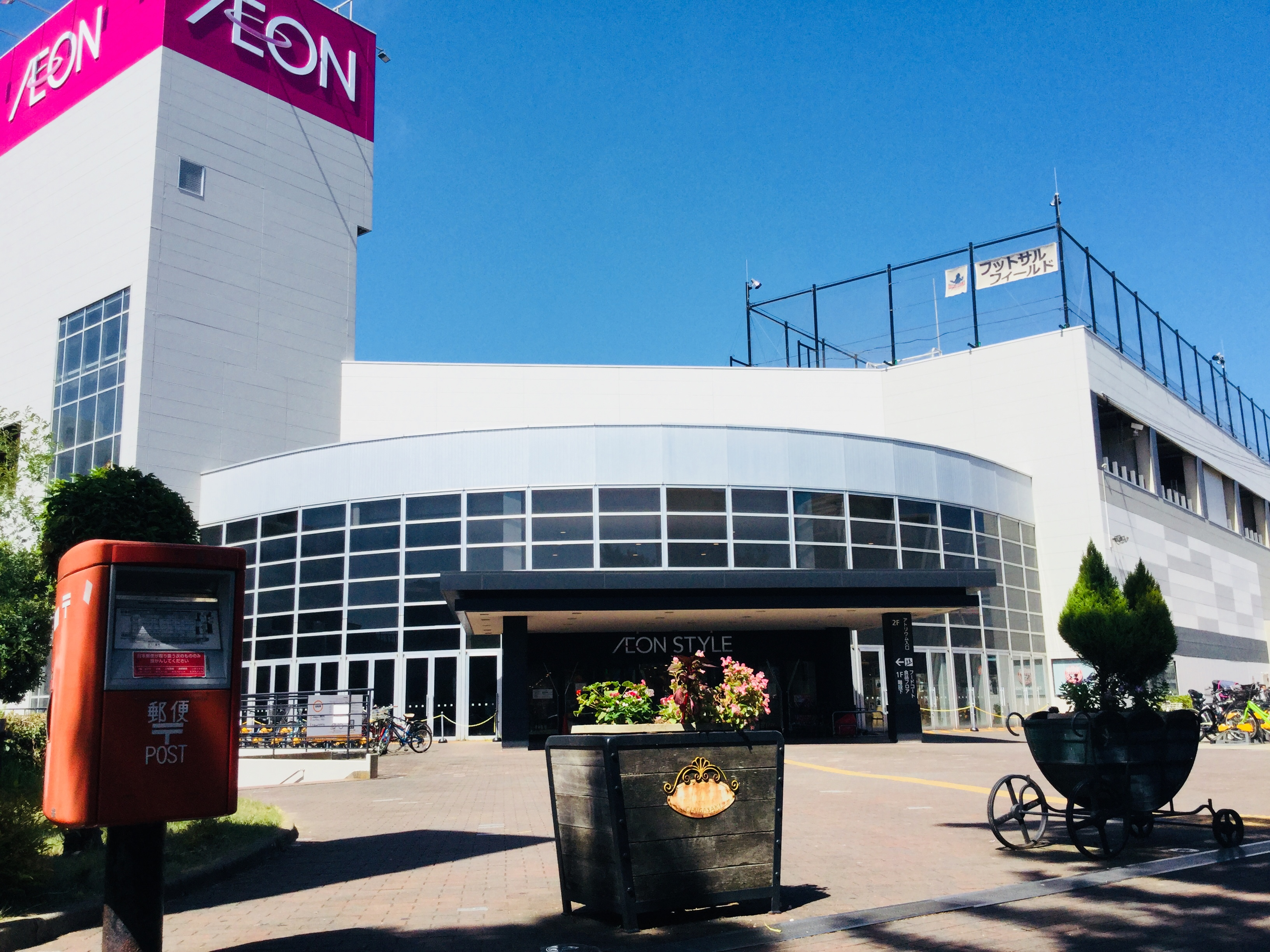
イオンスタイル湘南茅ヶ崎

駅東側は住宅街であり、西側は大型工業団地がある。かつて駅周辺には、東海カーボン湘南工場、東邦チタニウム茅ヶ崎工場や現在のイオン茅ヶ崎中央店付近を通り、トピー工業神奈川製造所等へ続く引込み線が多数存在していた。
公共施設
- 中央公園（茅ヶ崎市）
- 茅ヶ崎市立病院
- 茅ヶ崎市消防署
- 神奈川県立鶴嶺高等学校
- 神奈川県企業庁茅ケ崎水道営業所
- 茅ケ崎警察署

商業施設
- イオンスタイル湘南茅ヶ崎
- イオンシネマ茅ヶ崎
- 島忠 茅ヶ崎店
- 湯快爽快ちがさき店

事業所
- 東邦チタニウム本社・茅ヶ崎工場
- AGCセイミケミカル本社・茅ヶ崎工場
- 東海カーボン湘南工場

## 隣の駅
東日本旅客鉄道（JR東日本）
■相模線
茅ケ崎駅 - 北茅ケ崎駅 - *円蔵駅 - *香川台駅 - 香川駅
*打消線は廃駅

### 記事本文